# Adele Tonnini
Adele Tonnini (Ciudad de San Marino, 24 de junio de 1977) es una política sanmarinense que fue una de los dos capitanes regentes de San Marino desde abril hasta octubre de 2023, junto con Alessandro Scarano.

## Biografía
Tonnini nació en la Ciudad de San Marino y se graduó en el Instituto Estatal de Arte de Urbino y se especializó en encuadernación y restauración de libros antiguos. Posteriormente, continuó sus estudios en conservación del patrimonio cultural en la Universidad de Urbino. De 2001 a 2014 se dedicó a esta materia, como propietaria de una encuadernación artesanal.
Inició su carrera política con el recién creado Movimiento RETE en 2012, y desde 2019 se desempeña como diputada en el Gran Consejo General de San Marino en su XXX legislatura. Es delegada por San Marino en el Programa Mundial de Alimentos y miembro de la Comisión permanente de Justicia.
El 17 de marzo de 2023, el Gran Consejo General la eligió a ella y a Alessandro Scarano como capitanes regentes de San Marino para servir del 1 de abril de 2023 al 1 de octubre de 2023.